# Vinnîțke, Simferopol
Vinnîțke (în ucraineană Вінницьке) este un sat în așezarea urbană Mîkolaiivka din raionul Simferopol, Republica Autonomă Crimeea, Ucraina.

## Demografie
Componența lingvistică a localității Vinnîțke
     Rusă (68,06%)
     Tătară crimeeană (17,13%)
     Ucraineană (13,87%)
     Alte limbi (0,83%)
Conform recensământului din 2001, majoritatea populației localității Vinnîțke era vorbitoare de rusă (68,06%), existând în minoritate și vorbitori de tătară crimeeană (17,13%) și ucraineană (13,87%).